# Thomas Schrenk
Thomas Schrenk es un deportista alemán que compitió en triatlón. Ganó una medalla en el Campeonato Mundial de Triatlón de Invierno de 2005, y dos medallas en el Campeonato Europeo de Triatlón de Invierno en los años 2003 y 2004.

## Palmarés internacional
| Campeonato Mundial | Campeonato Mundial         | Campeonato Mundial | Campeonato Mundial |
| Año                | Lugar                      | Medalla            | Prueba             |
| ------------------ | -------------------------- | ------------------ | ------------------ |
| 2005               | Štrbské Pleso (Eslovaquia) | Medalla de bronce  | Individual         |
| Campeonato Europeo |                            |                    |                    |
| Año                | Lugar                      | Medalla            | Prueba             |
| 2003               | Donovaly (Eslovaquia)      | Medalla de bronce  | Individual         |
| 2004               | Wildhaus (Suiza)           | Medalla de plata   | Individual         |